# Leelinger Island
Leelinger Island är en ö i Australien. Den ligger i delstaten Tasmanien, i den sydöstra delen av landet, omkring 170 kilometer väster om delstatshuvudstaden Hobart.
Trakten runt Leelinger Island är nära nog obefolkad, med mindre än två invånare per kvadratkilometer. Genomsnittlig årsnederbörd är 2 730 millimeter. Den regnigaste månaden är september, med i genomsnitt 312 mm nederbörd, och den torraste är februari, med 108 mm nederbörd.